# Campeonato Europeo de Triatlón de 2013
El XXIX Campeonato Europeo de Triatlón se celebró en Alanya (Turquía) entre el 14 y el 16 de junio de 2013 bajo la organización de la Unión Europea de Triatlón (ETU) y la Federación Turca de Triatlón.
Los 1,5 km de natación se realizaron en las aguas del golfo de Antalya, los 40 km de bicicleta y los 10 km de carrera se desarrollaron en un circuito alrededor de la ciudad turca. 

## Resultados
| Evento       | Oro                                                                      | Plata                                                                                  | Bronce                                                                           |
| ------------ | ------------------------------------------------------------------------ | -------------------------------------------------------------------------------------- | -------------------------------------------------------------------------------- |
| Masculino    | Ivan Vasiliev · Rusia                                                    | Alessandro Fabian · Italia                                                             | Mario Mola Díaz · España                                                         |
| Femenino     | Rachel Klamer · Países Bajos                                             | Victoria Holland Reino Unido                                                           | Vendula Frintová · República Checa                                               |
| Relevo mixto | Alemania · Rebecca Robisch · Sebastian Rank · Anja Knapp · Jonathan Zipf | Rusia · Alexandra Razarionova · Alexandr Briujankov · Irina Abysova · Dmitri Polianski | Italia · Annamaria Mazzetti · Davide Uccellari · Alice Betto · Alessandro Fabian |

### Masculino
| Puesto            | Triatleta         | País   |       |       |       | Final   |
| ----------------- | ----------------- | ------ | ----- | ----- | ----- | ------- |
| Medalla de oro    | Ivan Vasiliev     | Rusia  | 16:46 | 53:18 | 30:34 | 1:42:09 |
| Medalla de plata  | Alessandro Fabian | Italia | 16:42 | 53:23 | 30:34 | 1:42:16 |
| Medalla de bronce | Mario Mola Díaz   | España | 17:04 | 54:46 | 29:05 | 1:42:22 |

### Femenino
| Puesto            | Triatleta        | País            |       |         |       | Final   |
| ----------------- | ---------------- | --------------- | ----- | ------- | ----- | ------- |
| Medalla de oro    | Rachel Klamer    | Países Bajos    | 18:09 | 1:02:11 | 33:53 | 1:55:43 |
| Medalla de plata  | Victoria Holland | Reino Unido     | 18:17 | 1:02:07 | 33:55 | 1:55:45 |
| Medalla de bronce | Vendula Frintová | República Checa | 18:21 | 1:02:03 | 34:06 | 1:55:53 |

### Relevo mixto
| Puesto            | País     | R1    | R2    | R3    | R4    | Final   |
| ----------------- | -------- | ----- | ----- | ----- | ----- | ------- |
| Medalla de oro    | Alemania | 23:58 | 21:55 | 24:26 | 21:46 | 1:32:05 |
| Medalla de plata  | Rusia    | 23:58 | 21:58 | 24:29 | 22:00 | 1:32:25 |
| Medalla de bronce | Italia   | 24:05 | 21:48 | 24:25 | 22:11 | 1:32:29 |

## Medallero
| Núm. | País            | Oro | Plata | Bronce | Total |
| ---- | --------------- | --- | ----- | ------ | ----- |
| 1    | Rusia           | 1   | 1     | 0      | 2     |
| 2    | Alemania        | 1   | 0     | 0      | 1     |
| 2    | Países Bajos    | 1   | 0     | 0      | 1     |
| 4    | Italia          | 0   | 1     | 1      | 2     |
| 5    | Reino Unido     | 0   | 1     | 0      | 1     |
| 6    | España          | 0   | 0     | 1      | 1     |
| 6    | República Checa | 0   | 0     | 1      | 1     |
|      | TOTAL           | 3   | 3     | 3      | 9     |